# Wolfram Kober
Wolfram Kober (* 31. August 1950 in Zwickau) ist ein deutscher Science-Fiction-Autor.

## Leben
Kober erlernte zugleich mit dem Erreichen des Abiturs den Beruf als Elektromonteur und studierte dann an der Humboldt-Universität Berlin Sportwissenschaft und Geschichte. Danach arbeitete er als Lehrer in Schönfels. 1989 verließ Kober die DDR, kehrte aber 1992 nach Zwickau zurück, wo er im dortigen Landratsamt arbeitete, ab 1997 in der Pressestelle. 2005  bis 2015 leitete er die Volkshochschule Zwickau.
Kober debütierte als Autor mit einigen Kurzgeschichten, die zwischen 1970 und 1973 in der Jugendzeitschrift Technikus veröffentlicht wurden. Dort publizierte er auch populärwissenschaftliche Beiträge zur Raumfahrt. Ab 1976 erschienen Erzählungen von ihm in verschiedenen Anthologien sowie in zwei Sammelbänden.

## Erzählungen (Auswahl)
- 1968 Luna 1, in Technikus 4/68, Nachdruck in Finnland
- 1969 Riß im Tunnel, in Technikus 5/69
- 1971 Prüfung auf Merkur, in Technikus 5/71
- 1972 Roboter Robert, in Technikus 10/72
- 1976 Auftrag Lemur und Kategorie Roboid, in Begegnung im Licht, Verlag Neues Leben, Berlin
- 1983 Der Alte, in Wege zur Unmöglichkeit, hrsg. von Ekkehard Redlin, Verlag Das Neue Berlin
- 1984 Persönlichkeit, in Lichtjahr 3, hrsg. von Erik Simon,  Verlag Das Neue Berlin
- 1986–88 Das neue Jahrtausend, Kurzgeschichten-Serie im Technikus
- 2012 Mo'yin, der Alill, BunTES Abenteuer 02/2012, TES Erfurt

## Sammelbände
- 1983 Nova. Utopische Erzählungen, Verlag Das Neue Berlin (nochmals als Taschenbuch bei SF Utopia 1988, ISBN 3-359-00537-6)
- 1984 Exoschiff. Utopische Erzählungen, Verlag Das Neue Berlin (nochmals 1986 als Taschenbuch bei SF Utopia)